# ماونتین هوم (تگزاس)
ماونتین هوم (به انگلیسی: Mountain Home) یک منطقهٔ مسکونی در ایالات متحده آمریکا است که در شهرستان کر، تگزاس واقع شده‌است. ماونتین هوم ۹۶ نفر جمعیت دارد و ۵۸۲ متر بالاتر از سطح دریا قرار دارد.